# NOW Dance 1
NOW Dance 1 er et dansk opsamlingsalbum udgivet 2. juni 2002 af NOW Music. 

## Spor
1. Funkstar De Luxe med Manfred Mann: "Blinded By The Light"
2. Catch: "Keep On (Singing La La)"
3. Filur feat. Kai Martin: "Fallin'"
4. Tim Deluxe feat. Sam Obernik: "It Just Won't Do"
5. Cosmos: "Take Me With You" (Instrumental Radio Edit)
6. Robin S: "Show Me Love" (Tonka's 2002 Radio Mix)
7. In-Grid: "Tu Es Foutu"
8. Timo Mass: "To Get Down"
9. Luke: "Left To Right"
10. Beatboy: "Bad Boy"
11. David Guetta: "Love, Don't Let Me Go"
12. Drunkenmunky: "E (As In Eveline)"
13. The Beginerz: "Reckless Girl"
14. Bomfunk MC's feat. Jessica Folcker: "(Crack It) Something Going On"
15. Frou Frou: "Breathe In" (Watkins Radio Edit)
16. Ago: "Put On Your Red Shoes"
17. Karaja: "She Moves (La La La)" (Oscar Salguero Radio Edit)
18. DJ Aligator Project: "Mosquito"
19. Ian Van Dahl: "Try"